# Madame Diogène
 (mai 2024).
La mise en forme du texte ne suit pas les recommandations de Wikipédia : il faut le « wikifier ».
Les points d'amélioration suivants sont les cas les plus fréquents :
- Les titres sont pré-formatés par le logiciel. Ils ne sont ni en capitales, ni en gras.
- Le texte ne doit pas être écrit en capitales (les noms de famille non plus), ni en gras, ni en italique, ni en « petit »…
- Le gras n'est utilisé que pour surligner le titre de l'article dans l'introduction, une seule fois.
- L'italique est rarement utilisé : mots en langue étrangère, titres d'œuvres, noms de bateaux, etc.
- Les citations ne sont pas en italique mais en corps de texte normal. Elles sont entourées par des guillemets français : « et ».
- Les listes à puces sont à éviter, des paragraphes rédigés étant largement préférés. Les tableaux sont à réserver à la présentation de données structurées (résultats, etc.).
- Les appels de note de bas de page (petits chiffres en exposant, introduits par l'outil «  Source ») sont à placer entre la fin de phrase et le point final[comme ça].
- Les liens internes (vers d'autres articles de Wikipédia) sont à choisir avec parcimonie. Créez des liens vers des articles approfondissant le sujet. Les termes génériques sans rapport avec le sujet sont à éviter, ainsi que les répétitions de liens vers un même terme.
- Les liens externes sont à placer uniquement dans une section « Liens externes », à la fin de l'article. Ces liens sont à choisir avec parcimonie suivant les règles définies. Si un lien sert de source à l'article, son insertion dans le texte est à faire par les notes de bas de page.
- La présentation des références doit suivre les conventions bibliographiques. Il est recommandé d'utiliser les modèles {{Ouvrage}}, {{Chapitre}}, {{Article}}, {{Lien web}} et/ou {{Bibliographie}}. Le mode d'édition visuel peut mettre en forme automatiquement les références.
- Insérer une infobox (cadre d'informations à droite) n'est pas obligatoire pour parachever la mise en page.

Pour une aide détaillée, merci de consulter Aide:Wikification.
Si vous pensez que ces points ont été résolus, vous pouvez retirer ce bandeau et améliorer la mise en forme d'un autre article.
Madame Diogène est le premier roman d'Aurélien Delsaux, paru le 20 août 2014 aux éditions Albin-Michel. Premier roman de l'auteur, le livre de 138 pages raconte en 12 chapitres la journée d'une vieille femme (dont on ne connaît pas l'identité) atteinte par le syndrome de Diogène. Dans son appartement dévasté, elle entend la vie des différents voisins de son immeuble, qui, dérangés par la puanteur et les insectes qui s'échappent de son appartement, veulent tous la déloger; elle observe aussi la vie de la rue, marquée par des manifestations quotidiennes et des violences policières, dans le cadre d'une grève générale.
Le roman est remarqué par la critique à sa sortie et reçoit un accueil favorable. Il est notamment finaliste du prix du Premier roman, ainsi que du Prix Murat «Un roman français pour l'Italie» de l'université de Bari.

## Résumé
Le roman commence par les tambourinements d'un voisin (Zaraoui, «le Gros») à la porte de l'appartement d'une vieille femme qui, du fond de son «terrier», n'ouvre pas. On la suit toute une journée, dans son appartement dont le désordre et la saleté sont régulièrement décrits. La vieille est prise de visions, cherche son chat, écoute, observe la rue, reçoit diverses visites: «l'Assistante», qu'elle refuse de faire entrer, et qu'elle mord, et «la Nièce», qui lui apporte des courses et la gronde.
Ses souvenirs ne nous donnent que peu de renseignements sur son passé ni sur comment elle en est arrivée là. À plusieurs reprises cependant, on croise la figure de «Georges», petit frère handicapé, qui, enfant, se serait noyé dans une mare.
À la fin du roman, son appartement a pris feu; avant l'arrivée des pompiers qui devaient initialement venir la déloger, les voisins tentent de la sauver.

## Analyse
Portrait d'une personne atteinte par le syndrome de Diogène, l'intérêt du roman réside aussi dans le portrait qui est fait d'une société violente: les habitants de l'immeuble font preuve d'intolérance, de racisme, de lubricité, de consumérisme, de folie.
À l'instar du philosophe Diogène qui une lanterne à la main en plein jour cherchait un homme dans Athènes, le roman interroge sur l'identité humaine. Si le personnage de Mme Diogène fait d'abord figure de monstre, de chapitre en chapitre elle incarne davantage une sorte de dernier membre de l'espèce humaine, au regard de la monstruosité morale de ceux qui l'entourent, comme de leur dépendance à la technique.

## Critiques
Le Figaro mentionne l'auteur parmi les dix primoromanciers «dont il faudra retenir le nom». Pour Astrid de Larminat, comparant le roman à un «conte de Kafka», son monde «semble surgi d'une vision et d'un vertige, d'un sentiment abyssal d'étonnement, d'effroi et de nostalgie.». Elle souligne aussi la «poésie puissante» du roman.

Au Canada, dans le quotidien de Montréal La Presse Sylvain Sarrazin dans son article intitulé «Madame Diogène: poétique du chaos» écrit: 
«Ce premier roman fascine par le paradoxe qu'il expose: au moyen d'une narration imagée et subjective, Aurélien Delsaux parvient à commuer crasse, pestilence et folie, en une véritable esthétique du taudis. Profondément sombre mais relaté dans une écriture de plus lumineuses, le récit nous suggère de poser, sans jugement, un regard transfiguré sur une réalité sordide.»

## Adaptation théâtrale
En 2016, la compagnie L'Arbre présente une adaptation du roman à la Manufacture des Abbesses à Paris. La pièce est reprise ensuite à Lyon, Grenoble, Tarbes.
Seule en scène, Jeanne Guillon y incarne «avec subtilité et conviction», selon la critique dramatique lyonnaise Trina Mounier, Mme Diogène, la voix narratrice, ainsi que tous les personnages (Zaraoui, monsieur Jean, la Nièce, etc.). La mise en scène est assurée par l'auteur, par ailleurs co-directeur artistique avec Jeanne Guillon de la compagnie L'Arbre.